# No Warning
No Warning est un groupe de punk hardcore canadien, originaire de Toronto, en Ontario. Le groupe est formé en 1998 par le chanteur Ben Cook, le guitariste Matt Delong et Jordan Posner.

## Biographie
Le groupe est formé en 1998 sous le nom de As We Once Were par le chanteur Ben Cook et les guitaristes Matt Delong et Alan « Yeti » Riches. Ils publient deux démos, en 1998, sous le nom de As We Once Were. Plus tard le groupe se renomme No Warning. Leur premier album sous ce nom est une démo simplement baptisée Demo. Ils publient leur vinyle au label new-yorkais Martyr Records en 2001. Plus tard dans l'année, le label Bridge 9 réédite le 7" en CD. Le groupe continue de jouer sur la côte Est des États-Unis et au Canada avec des groupes de punk hardcore comme Hatebreed, Madball, Cro-Mags, Sick of It All, Terror et Bane. Ils participent au festival de punk annuel Hellfest (NY) et au Posi Numbers Fest (PA). À la fin 2002, No Warning publiera ensuite son premier album studio, Ill Blood.
Le 5 juin 2013, Ben Cook annonce la réunion de No Warning et la sortie d'un futur vinyle au label Bad Actors Inc. Le vinyle comprend une chanson intitulée Resurrection of the Wolf en face A et une reprise de Bloodsucker des Violent Minds en face B,. Il n'annonce cependant aucune date de concert.

## Membres
- Ben Cook - chant, paroles, production
- Jordan Posner - guitare
- Matt DeLong - guitare
- Christian Wilde - basse
- Arden Vallis - batterie
- Ryan Gavel - basse
- Zach Amster - basse
- Jon Gerson - batterie
- DJ Jacobs - batterie
- Nate Helm - batterie
- Jesse Labovitz - batterie
- Alan « Yeti » Riches - batterie (As We Once Were)

## Discographie
- 2000 - Demo (cassette)
- 2001 - No Warning (Bridge 9)
- 2002 - Ill Blood (Bridge 9)
- 2004 - Suffer, Survive (Machine Shop)
- 2013 - Resurrection of the Wolf 7"
- 2015 - Friends in High Places 7" Flexi